# Spilonema schmidtii
Spilonema schmidtii är en lavart som först beskrevs av Vain., och fick sitt nu gällande namn av Henssen. Spilonema schmidtii ingår i släktet Spilonema och familjen Coccocarpiaceae.   Inga underarter finns listade i Catalogue of Life.